# Petjada digital
|  | No s'ha de confondre amb Empremta digital o Empremta digital multimèdia. |

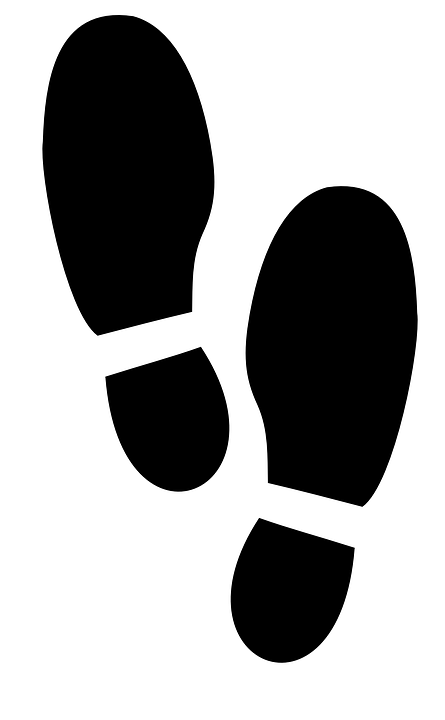
Símbol de petjada.

La petjada digital és el rastre de l'activitat d'una persona en l'ús d'Internet. Aquest rastre ve donat per la informació que els navegadors deixen en els webs que es visiten, la informació recollida per les galetes (cookies en anglès) que els llocs web deixen a l'ordinador, el registre de les accions i moviments que es fa en visitar un lloc web (portal, botiga digital, etc.) o les adreces IP que assignen els proveïdors d'accés a Internet.
Els navegadors, en el seu diàleg amb els llocs web per a adquirir i formar les pàgines en la nostra pantalla, obtenen i emmagatzemen dades sobre el navegador i l'ordinador que es fa servir. Aquestes dades es poden tractar i els responsables d'un lloc web poden, amb els serveis d'estadístiques de webs, saber una mica més qui els ha visitat.
Aquesta informació permet una millor segmentació més o menys anònima dels visitants a les webs, però creuada amb altres informacions com la que es pugui recuperar de les galetes, les dades de la targeta de crèdit, compres anteriors, compres en altres webs, o pàgines visitades anteriorment, pot arribar a formar perfils força complets sense el coneixement ni el permís de l'internauta. Aquesta intrusió a la intimitat comença a ser vista com un problema que per una banda s'intenta reduir amb lleis sobre el dret a l'oblit i la protecció de dades de caràcter personal i per l'altra conscienciant als internautes de la importància de fer servir aplicacions i adquirir hàbits de navegació per Internet per augmentar la privadesa.